# Simulium sundaicum
Simulium sundaicum är en tvåvingeart som beskrevs av Edwards 1934. Simulium sundaicum ingår i släktet Simulium och familjen knott. Inga underarter finns listade i Catalogue of Life.